# Nik Gugger
Niklaus-Samuel Gugger, conosciuto anche come Nik Gugger (Udupi, 1º maggio 1970), è un politico svizzero del Partito Evangelico Svizzero (PEV). Dal 2017 è membro del Consiglio nazionale per il Canton Zurigo.

## Biografia
Nato in India e adottato da una coppia svizzera di una missione evangelica, ha vissuto in Svizzera da quando aveva quattro anni. Dal 2002 bis 2014 fu membro del consiglio comunale di Winterthur, mentre dal 2014 al 2017 fece parte del Gran Consiglio del Canton Zurigo. A novembre 2017 entrò in Consiglio nazionale subentrando alla collega di partito dimissionaria Maja Ingold. Alle elezioni federali del 2019 venne confermato con 26 059 preferenze, il trentacinquesimo candidato più votato fra gli eletti del cantone. Anche alle elezioni federali del 2023 venne confermato risultando il trentacinquesimo più votato con 26 781 preferenze.